# Nazionale maschile under 21 di calcio del Liechtenstein
La nazionale di calcio del Liechtenstein Under-21 è la rappresentativa calcistica Under-21 del Liechtenstein ed è posta sotto l'egida della LFV. La squadra partecipa alle qualificazioni per il Campionato Europeo di categoria che si tiene ogni due anni.

## Partecipazioni ai tornei internazionali

### Europeo U-21
- 1978: Non partecipante
- 1980: Non partecipante
- 1982: Non partecipante
- 1984: Non partecipante
- 1986: Non partecipante
- 1988: Non partecipante
- 1990: Non partecipante
- 1992: Non partecipante
- 1994: Non partecipante
- 1996: Non partecipante
- 1998: Non partecipante
- 2000: Non partecipante
- 2002: Non partecipante
- 2004: Non partecipante
- 2006: Non partecipante
- 2007: Non qualificata
- 2009: Non qualificata
- 2011: Non qualificata
- 2013: Non qualificata
- 2015: Non qualificata
- 2017: Non qualificata
- 2019: Non qualificata
- 2021: Non qualificata
- 2023: Non qualificata